# Honoré Barthélémy
Honoré Barthélémy (n. 25 de septiembre de 1891 - m. 12 de mayo de 1964) fue un ciclista profesional francés. Se desempeñó como profesional entre 1919 y 1927, ganó cuatro etapas en el primer Tour de Francia 1919. En el Tour de Francia 1921 acabó tercero, ganando la duodécima etapa. Ese mismo año ganó la primera edición de la París-Saint-Étienne.

## Palmarés
1919
- 4 etapas del Tour de Francia
- 2º Campeonato de Francia de Ciclismo en Ruta

1921
- París-Saint-Étienne, más 1 etapa
- 3º del Tour de Francia, más una etapa

1925
- Bol d'Or

1927
- Bol d'Or

## Resultados en el Tour de Francia
Durante su carrera deportiva ha conseguido los siguientes puestos en el Tour de Francia:
| Carrera | Carrera         | 1919 | 1920 | 1921 | 1922 | 1923 | 1924 | 1925 | 1926 | 1927 |
| ------- | --------------- | ---- | ---- | ---- | ---- | ---- | ---- | ---- | ---- | ---- |
|         | Giro de Italia  | —    | —    | —    | —    | —    | —    | —    | —    | —    |
|         | Tour de Francia | 5.º  | 8.º  | 3.º  | Ab.  | Ab.  | Ab.  | Ab.  | Ab.  | Ab.  |
|         | Vuelta a España | X    | X    | X    | X    | X    | X    | X    | X    | X    |